# Marie d'Agréda
Pour les articles homonymes, voir Marie de Jésus.
 (juin 2013).
Si vous disposez d'ouvrages ou d'articles de référence ou si vous connaissez des sites web de qualité traitant du thème abordé ici, merci de compléter l'article en donnant les références utiles à sa vérifiabilité et en les liant à la section « Notes et références ».
Marie Férnande Coronel (en castillan : María Fernandez Coronel), en religion sœur Marie de Jesus de Agreda, née le 22 novembre 1602, morte le 24 mai 1665 à Ágreda, est une religieuse et une mystique espagnole.
Née à Ágreda en Vieille-Castille, dans une famille de quatre enfants, elle entra dans l'Ordre de l'Immaculée Conception le 13 janvier 1619 avec sa mère et sa sœur, alors que son père et ses frères entrèrent chez les Frères mineurs.
À partir de 1620, elle a vécu une série de visions extatiques du Saint-Esprit, de la passion du Christ, de la Pentecôte, de l'Enfant-Jésus et de la Reine des anges. Elle tombait en ravissement devant le Saint-Sacrement et semblait avoir un don de lévitation. Elle dut toutefois subir des assauts occultes.
Choisie comme abbesse en 1627, elle a reçu des apparitions de la Sainte Vierge la même année, qui l'a chargée de la mission d'écrire l'histoire de sa vie. Elle dut reconstituer ses notes face aux réticences de son premier confesseur face à ses propres inquiétudes.
Son œuvre principale est La Cité mystique. Ce livre fut au départ l'objet d'une controverse, ayant été critiqué par Bossuet, mais il fut réexaminé sur l'ordre de Benoît XIV et réédité en 1862 et 1926.
Décédée en 1665, sa cause en béatification fut introduite en 1671 et elle fut déclarée vénérable huit années plus tard.

## Biographie détaillée
María Fernandez Coronel y Arana, plus connue sous le nom de Sœur Marie de Jésus, est née à Agreda, Province de Soria (Castille et Léon), le 2 avril 1602, dans une famille de quatre enfants, de Francisco Coronel et de Catalina Arana.
Son existence entière se déroula dans sa ville natale. Le 13 janvier 1619, à un peu plus de seize ans, elle entra dans un ordre franciscain : l'ordre de l'Immaculée Conception (conceptionnistes déchaussées, placées sous la juridiction des Frères mineurs). Elle prit l'habit dans la maison paternelle transformée en couvent, avec sa mère et sa sœur alors que son père et ses deux frères entraient dans un autre ordre franciscain, les frères du Saint-Sacrement. C'est d'ailleurs devant son père, devenu frère franciscain, qu'elle prononça ses vœux le 2 février 1620. Elle ne sortit plus de la clôture jusqu'à sa mort.

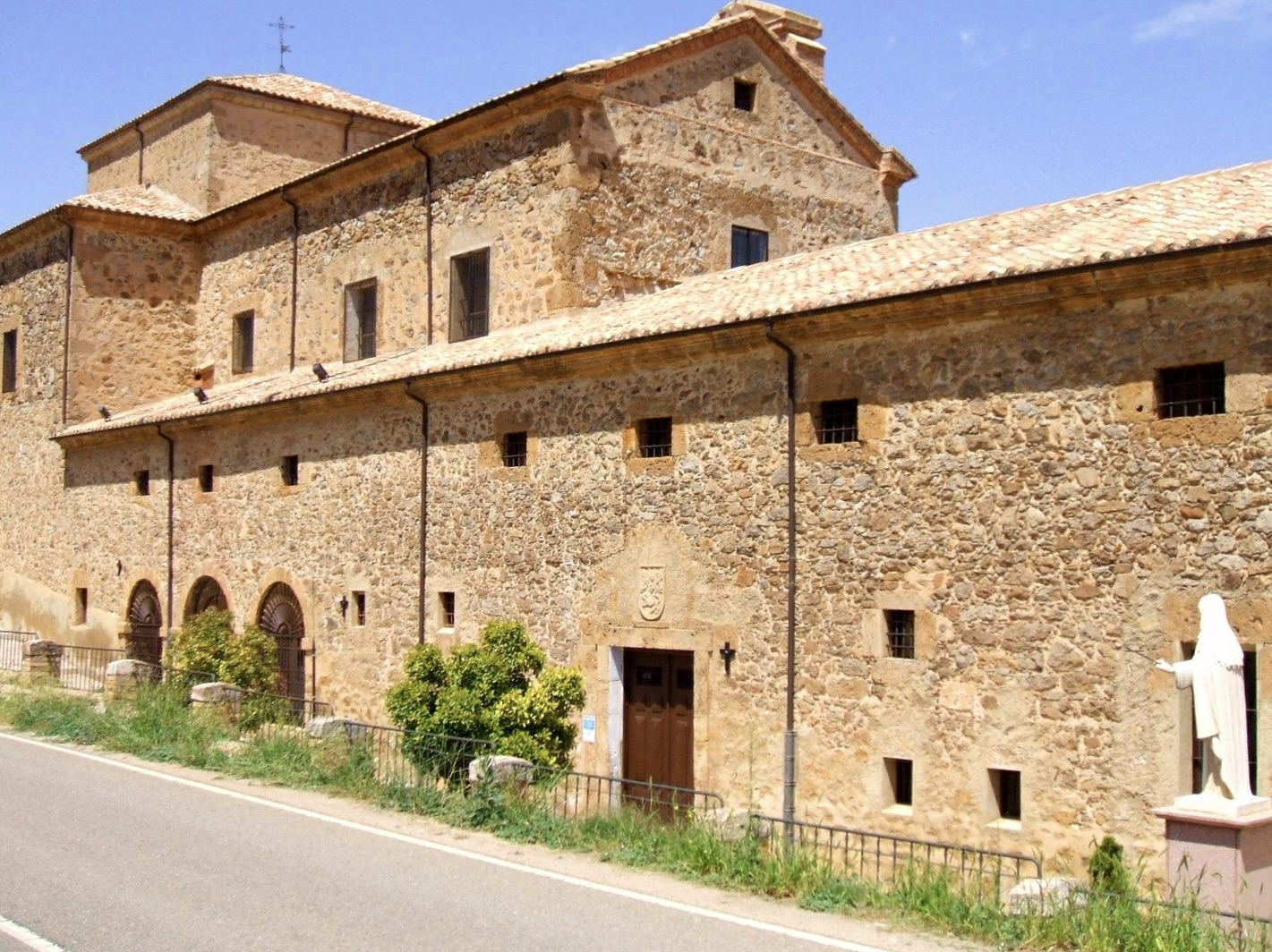
Le Couvent des Conceptionnistes dans Ágreda fondée par la Vénérable Marie de Jésus (où son corps repose intact).

Ses premières années de vie conventuelle furent marquées de nombreuses tentations et par des difficultés extraordinaires, comme les phénomènes mystiques extérieurs qui attiraient la curiosité de l'entourage (extases, lévitations, bilocations…). Elle demanda au Seigneur d'en être délivrée et elle l'obtint.
La seconde époque de sa vie commence lorsqu'elle est élue abbesse en 1627, à vingt-cinq ans. Elle sera réélue jusqu'à sa mort, à l'exception des trois années (1652-1655), à sa demande. Durant son gouvernement de trente-cinq ans, elle maintient la vie et l'observance régulières et fait prospérer les biens de la communauté. Elle construit un nouveau couvent inauguré en 1633 ; dans le même temps elle augmente notablement les revenus, au point de pouvoir faire vivre trente-trois religieuses, au lieu des douze qu'elle dirigeait au début de son abbatiat.
Elle eut comme conseillers spirituels deux franciscains, théologiens et savants : Fr. Francisco Andrés de la Torre, de 1623 à 1647, et Fr. Andrés de Fuenmayor, de 1650 jusqu'à sa mort.
Trois écrits historiques sont particulièrement significatifs de la vie féconde de Marie d'Ágreda : La Mistica Ciudad de Dios, son principal ouvrage commencé en 1637, sa correspondance avec Philippe IV d'Espagne, inaugurée en 1643, et l'examen personnel que lui fit subir le tribunal de l'Inquisition espagnole en janvier 1650.
L'année de son élection (1627), Marie d'Ágreda reçoit ses visions. Prise dans un tourment intérieur, elle attend dix ans avant d'écrire ses révélations. Un confesseur occasionnel lui fit brûler ses écrits, car « les femmes ne devaient point écrire dans la sainte Église » mais le confesseur ordinaire de la communauté lui donna l'ordre de la réécrire, ce qu'elle fit, du 8 décembre 1655 au 6 mai 1660, peu de temps avant sa mort, en surmontant des répugnances, conflits et tentations intenses.
Son procès par l'Inquisition espagnole eut lieu d'abord en 1635, mais reprit vraiment le 18 janvier 1650. Au terme du procès, son œuvre fut approuvée par le tribunal.
Marie d'Ágreda mourut le 24 mai 1665, jour de la Pentecôte. Une telle foule entoura le monastère pour vénérer sa dépouille, que le Gouverneur dut employer la force afin de le dégager. À la suite des prodiges dus à son intercession, sa cause fut introduite le 21 novembre 1671 et déclarée Vénérable par décret du Pape Innocent XI le 2 septembre 1679. Il introduisit sa cause de béatification (canonisation) peu après.
Son œuvre fut une des plus amples polémiques religieuses de la fin du XVIIe siècle et dura jusqu'au milieu du XVIIIe siècle. Compte tenu des polémiques soulevées, son procès en canonisation resta en suspens.

## La Cité mystique de Dieu
Le contenu

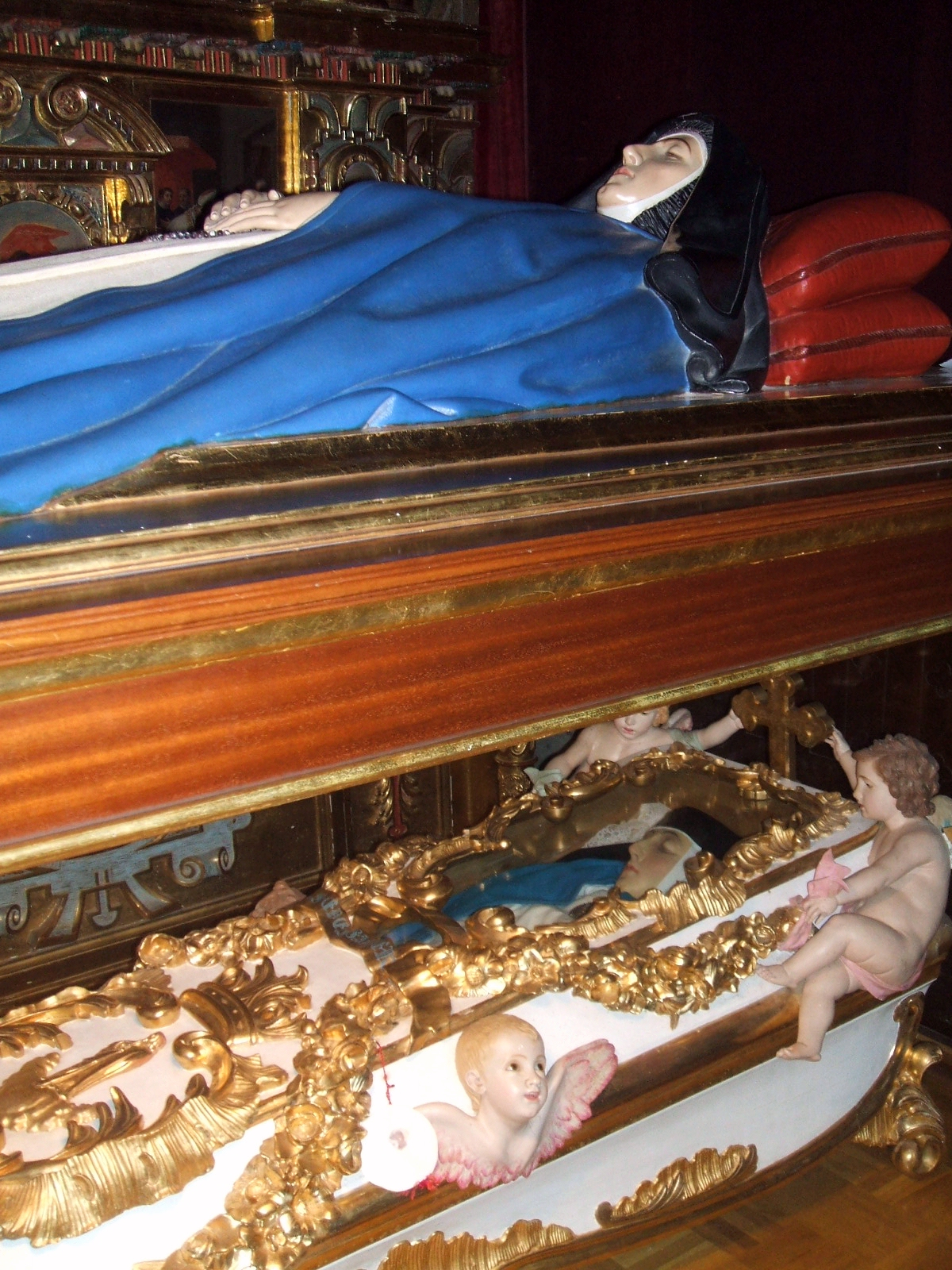
Le corps de la Vénérable Marie de Jésus de Ágreda repose intact dans son Couvent des Conceptionnistes.

Les huit livres de la Mistica Ciudad de Dios, réécrits trente-trois ans après les visions primitives, suivent l'ordre de la vie de la Vierge Marie. L'ouvrage comprend trois parties :
- de la prédestination de la Vierge jusqu'à l'Incarnation (livres 1-2),
- de l'Incarnation à l'Ascension du Seigneur (livres 3-6),
- de l'Ascension à l'Assomption et au couronnement de Marie au ciel (livres 7-8).

Chaque partie est précédée d'une introduction et, à partir du chapitre 16 du premier livre, d'une "Doctrina que me dio la Reina del cielo". Cet enseignement donné et une exhortation closent chaque chapitre qui décrit un épisode de la vie de Jésus (livres 3 à 6) et de Marie (livres 1 à 8). Le sujet de cette histoire reste cependant Marie, Cité mystique en laquelle Dieu habite et se complaît.
La seconde version, la seule que nous connaissions, est probablement enrichie d'enseignements spirituels plus importants que dans la première.
Le style
Le texte adopte le genre narratif, clair et méthodique. La situation d'autorité dans laquelle Marie d'Agreda vécut toute sa vie et l'époque où elle écrivit donne une tonalité particulière à son style. La traduction française, 1715, date son œuvre qui se lit pourtant facilement.
Il ne s'agit pas d'un exposé doctrinal et théologique, (même si l'on y trouve beaucoup de théologie et de doctrine spirituelle). La narration des épisodes de la vie de Jésus et Marie alterne avec les enseignements donnés par Marie pour une portée spirituelle et universelle.
Les souffrances de son auteur
Maria d'Agreda s'explique elle-même sur le tourment que fut l'élaboration de cette œuvre : "le Très-Haut a crucifié mon cœur durant toute ma vie par une continuelle frayeur que je ne puis exprimer, et qui est causée par l'incertitude où je me trouvais, ne sachant si j'étais dans le bon chemin, si je perdais son amitié ou si je jouissais de sa grâce".
Le témoignage de son dernier confesseur, Fr. Fuenmayor, consigné par le tribunal de l'Inquisition, confirme que la composition de cette œuvre "fut une douloureuse passion et une croix pour son auteur".

## La polémique
À la mort de Marie, d'autres difficultés surgirent. En effet, le procès en vue de sa béatification demandait l'examen de la Cité mystique de Dieu. Une commission diocésaine rendit un jugement favorable en 1667. En même temps l'ouvrage était révisé par une commission de huit théologiens franciscains, révision qui servit de base à l'édition princeps de 1670. Plus tard, en 1674, l'ouvrage fut déféré à l'Inquisition espagnole, qui l'approuvait en juillet 1686 après un long examen de quatorze ans. Entre-temps, les adversaires de la Cité mystique de Dieu avaient fait appel à l'Inquisition romaine. Ce tribunal suprême publia un décret prohibant la lecture de l'œuvre, le 4 août 1681, mais les rois d'Espagne obtinrent des Papes Innocent XI, puis d'Innocent XII que la publication de ce décret soit suspendue là où elle n'avait pas encore été faite.
Au milieu d'autres vicissitudes et pendant qu'une commission de trois cardinaux nommés par Innocent XII étudiait à Rome les livres de Marie d'Agreda, l'attaque et la censure les plus dures vinrent de la Sorbonne (1696). Contre l'université parisienne, celles d'Alcala et Salamanque (1699), Oviedo, Grenade, Saragosse, Toulouse, Vienne, Perpignan et Louvain (1715) donnèrent un avis favorable. En même temps paraissait une vague d'apologies et de défenses réfutant les allégations des docteurs de Sorbonne. On sait que Jacques-Bénigne Bossuet, évêque de Meaux et Eusèbe Amort, un théologien allemand, furent des adversaires acharnés de l'œuvre de Marie d'Agreda.
En 1700 moururent le roi Charles II d'Espagne, très favorable à la cause de Marie d'Agreda, et le pape Innocent XII ; ils laissaient le procès inachevé. Par la suite, Benoît XIV s'intéressa beaucoup à la Cité mystique de Dieu; il se réserva le jugement qui reconnaîtrait l'authenticité du texte de l'ouvrage conservé en huit tomes au couvent d'Agreda (7 mai 1757). Sous Clément XIV le procès de béatification fut repris, mais sans résultat positif. Les choses en restèrent là. Toutefois, en 2002, pour le 400e anniversaire de sa naissance, la demande a été relancée.

## Les autres écrits

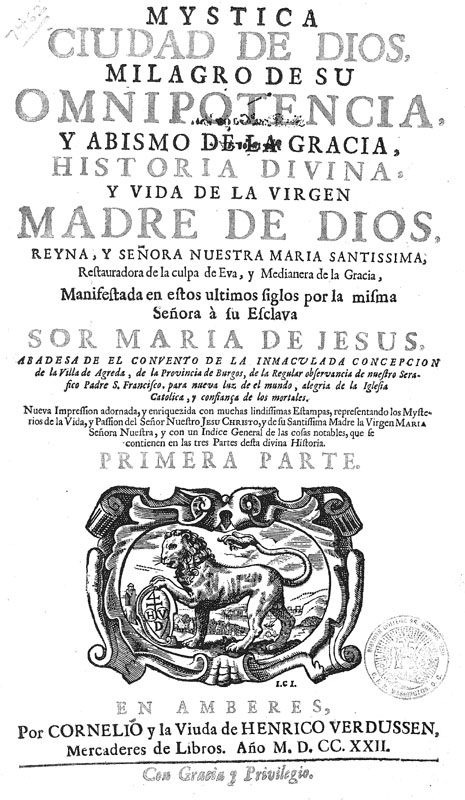
Page de titre d’une édition de 1722 de la, l’ouvrage principal de Marie d’Agréda. Le texte la présente comme une « histoire divine et vie de la Vierge Marie, mère de Dieu », et illustre la diffusion de ses écrits aux XVIIᵉ et XVIIIᵉ siècles.

Les lettres échangées avec Philippe IV d'Espagne
Les Cartas del Rey nuestro Señor para Sor Maria de Jesùs y sus Respuestas forment 614 lettres publiées en deux volumes. On les a étudiées sous les aspects historique, politique et spirituel comme témoins du Siècle d'or espagnol.
Marie d'Agreda, dans une lettre conservée au couvent d'Agreda, en dit l'origine. "Le roi […] passa en ce lieu et entra en notre couvent le 10 de juillet de 1643, et il me donna commandement de lui écrire; je lui obéis". Peut-être ce monarque chercha-t-il ainsi une consolation dans les malheurs qui atteignaient son règne.
L'examen du tribunal de l'Inquisition
En 1635 s'ouvrit un procès sur ce qu'on disait de la moniale; on se borna alors à interroger divers témoins et informateurs. Mais en 1649 le procès reprit et Marie y prit part directement. Le 18 janvier 1650 son interrogatoire commença au couvent d'Agreda et dura jusqu'au 29, à raison de six heures par jour sauf le dimanche. Les réponses de Marie donnèrent satisfaction aux qualificateurs du Saint-Office; ils approuvèrent la sainteté et la science de Marie, et l'inquisiteur général confirma leur approbation.

## L'œuvre et l'Église catholique
La position de l'Église catholique sur les révélations privées est rappelée dans les articles 66, 67 et 514 du Catéchisme de l'Église catholique (1992).
Les deux premiers rappellent qu'elles ne sont pas une alternative à l'Évangile : "Au fil des siècles il y a eu des révélations dites "privées", dont certaines ont été reconnues par l’autorité de l’Église. Elles n’appartiennent cependant pas au dépôt de la foi. Leur rôle n’est pas "d’améliorer" ou de "compléter" la Révélation définitive du Christ, mais d’aider à en vivre plus pleinement à une certaine époque de l’histoire".
Le troisième indique cependant : "Toute la vie du Christ est un mystère et […] Beaucoup de choses qui intéressent la curiosité humaine au sujet de Jésus ne figurent pas dans les Évangiles".
Dans l'œuvre de Marie d'Agreda, la doctrine relative aux prérogatives et aux fonctions de la Mère de Dieu s'inspire de l'Écriture, en particulier de l'Apocalypse de Jean. Parmi les enseignements de Marie d'Agreda sur l'Immaculée Conception, l'assomption, la corédemption, la médiation universelle, la royauté, sur le rôle de mère et de maîtresse que remplit la Vierge Mère envers l'Église, certains ont été par la suite confirmés dogmatiquement.
Sans aucun doute, il est parfois difficile de distinguer entre ce qui relève de la révélation privée et ce qui est le fruit d'un savoir. Il arrive que Marie d'Agreda dise ne pas pouvoir bien discerner l'un de l'autre. Mais elle est consciente de la clarté plus ou moins grande des lumières qu'elle reçoit.
L'Église n'a pas donné d'avis définitif sur l'œuvre majeure ni sur le procès de béatification de Marie d'Agreda.